# Ciruelo Cabral
Gustavo Cabral, más conocido como Ciruelo Cabral o simplemente Ciruelo (Ciudad de Buenos Aires 20 de julio de 1963), es un artista argentino del rubro fantástico, especializado en dragones. Actualmente es reconocido a nivel mundial como uno de los más importantes ilustradores y referentes del Fantasy Art o Fantasía Épica, género que representa una temática básicamente mágica o sobrenatural.
Ciruelo es además el creador y desarrollador de la técnica conocida como petropictos, en la cual dibuja o pinta sobre piedras sin alterar su forma original, encontrando figuras en ellas y logrando así una particular escultura orgánica.

## Biografía

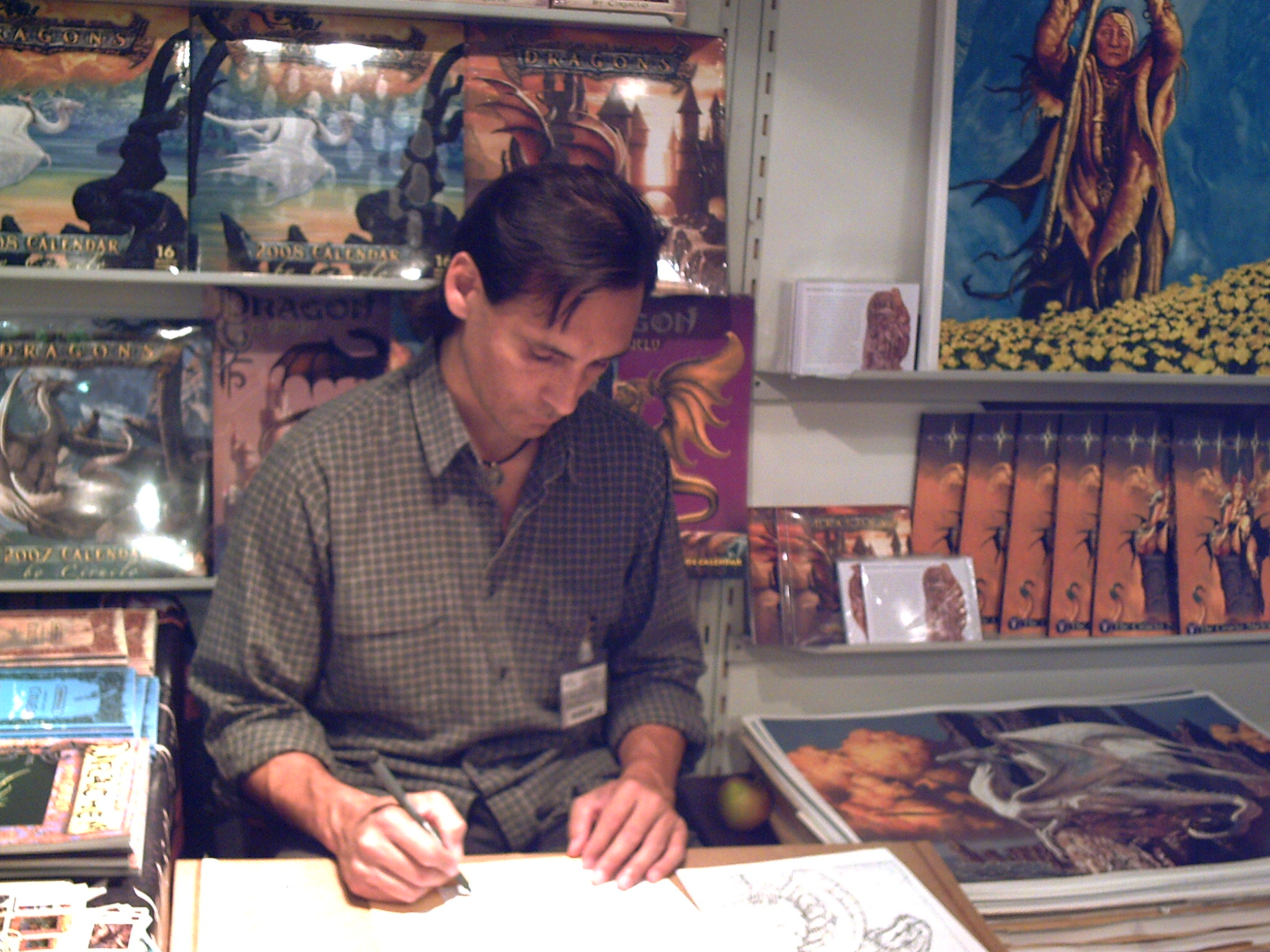
Ciruelo dibujando y firmando en la Feria del Libro de Fráncfort de 2007

Nació en Buenos Aires, Argentina el 20 de julio de 1963. Desde pequeño pasaba varias horas del día dibujando. Le fascinaban los comics, la literatura y el cine fantástico. Así fue como, a los 13 años de edad, se inició formalmente en el arte en la Escuela Técnica Fernando Fader de Buenos Aires, en la que estudió diseño y promoción publicitaria. Después de su capacitación, a los 18 años, comenzó a trabajar para una compañía gráfica de publicidad llamada Vocación hasta los veintiún años, edad en la que se convirtió en ilustrador independiente.
En parte se ha inclinado hacia la pintura fantástica en busca de libertad para la elección de colores, ya que es daltónico; usualmente es su esposa Daniela quien le ayuda en la elección de los colores de sus ilustraciones.
En 1987 viajó a España con su esposa, y se establecieron en Sitges, provincia de Barcelona. Allí trabajó para editores de España, Inglaterra, Estados Unidos y Alemania, a través de los cuales transmitió su trabajo a todo el mundo: realizó las portadas de la trilogía Chronicles of the Shadow War, escrita por el director de cine George Lucas. Ilustró portadas de álbumes de rock, tales como The Seventh Song de Steve Vai, realizó imágenes para las Cartas Magic editadas por Wizards of the Coast, trabajó para Berkley Publishing Group, Tor Books, Warner Books, Ballantine, las revistas Heavy Metal, Playboy, etc. A Ciruelo también le gusta componer música, la cual utiliza para algunas de sus exhibiciones, donde pueden escucharse sus composiciones como música de fondo.
Ciruelo creó los pósteres de dos filmes considerados de culto: el clásico drama de ciencia ficción de Eliseo Subiela Hombre mirando al sudeste (1986), y la película surrealista-musical sin diálogos Fuego gris (1994), de Pablo César. El póster del film también fue utilizado para ilustrar la tapa del álbum homónimo de Luis Alberto Spinetta, que formó parte de la banda sonora del film.
Padre de dos hijos, admite que prefiere no tener aparatos de televisión en su casa ni juegos electrónicos.
El 2 de mayo de 2011 Ciruelo fue declarado Personalidad Destacada de la Cultura de la Ciudad Autónoma de Buenos Aires; el acto de entrega del diploma se realizó en el Salón Dorado de la Legislatura porteña.

## Obras
Ha publicado siete libros con sus dibujos: 
- Ciruelo (1990): editado por Paper Tiger.
- El Libro del Dragón (1990): dedicó ocho meses en su ilustración para la editorial Timun Mas. Posteriormente, fue reeditado por Paper Tiger y traducido a al menos cinco idiomas.
- Luz, el Arte de Ciruelo (1997): compilación de más de 160 ilustraciones a color y varios dibujos a lápiz distribuidos en 128 páginas.
- Magia, the Ciruelo Sketchbook (2000): con bocetos y dibujos a lápiz y tinta.
- Cuaderno de viajes de Ciruelo, Notebooks (2005)
- Hadas y dragones (2008): también tiene una edición en inglés llamada "Fairies and Dragons".
- El Gran Libro del Dragón (2010): versión digital disponible solo para iPad de Apple.

Recientemente ha diseñado el dragón para la película George and The Dragon, en Luxemburgo; expuso su muestra de Ilustraciones y Petropictos en Milán, Barcelona, Pekín, Estados Unidos y Buenos Aires; realizó dos pinturas para la colección personal de George Lucas con temática de su primera película THX 1138, tapas para la revista Heavy Metal, y el arte del disco The Ellusive Light & Sound de Steve Vai y creó a "Saphira" dragona de Eragon.

### Petropictos
En 1985, después de escalar los Andes, le llevó una rara piedra como regalo a un amigo español.
El hecho de haber querido escribir en ella una dedicatoria con tinta derivó en una nueva técnica creada por él: los petropictos, consistente en dibujar animales y seres mitológicos en piedras como esculturas. Rescata la forma de la piedra y aprovecha su relieve natural, marcas y texturas. Así logra un efecto tridimensional: al observarlas parecen talladas, pero son sólo dibujos.

Con pocos trazos logro un efecto tridimensional. Pero a diferencia de las pinturas, no me considero el autor de estas obras. Soy un canal; existe un diálogo entre la piedra y yo. Muchas personas lloran al verlas; no por mi trabajo, sino porque reconocen que tienen la misma habilidad. Después, ellos también ven cosas. Su percepción cambió para siempre.
Ciruelo Cabral, 19 de enero de 2005